# Heliconius mirificus
Heliconius mirificus är en fjärilsart som beskrevs av Hans Ferdinand Emil Julius Stichel 1906. Heliconius mirificus ingår i släktet Heliconius och familjen praktfjärilar. Inga underarter finns listade i Catalogue of Life.